# Bruno Ibáñez Gálvez
Bruno Ibáñez Gálvez, conegut com a Don Bruno, va ser un dels encarregats, sota les ordres del Queipo de Llano, d'excercir la repressió a les diferents províncies andaluses conquerides pels rebels els primers mesos de la Guerra Civil. En el seu cas, fou responsable de la mort de més d'onze mil persones a la província de Còrdova en el que es conegué com a Terror de Don Bruno.

## Biografia
Bruno Ibáñez Gálvez neix el 6 d'octubre del 1886 a Saragossa. Fill de militars, rep una educació militar, i ingressa a l'Acadèmia Militar de Toledo als 17 anys. En acabar el període d'instrucció, és destinat al nord del Marroc. Des d'allí demana l'ingrés a la Guàrdia Civil, que es produeix l'any 1911.
Destinat a la província de Ciudad Real, hi coneix la seva futura dona, María Luisa Jerez, filla d'un terratinent de Villarrubia del los Ujos. Després és destinat a diverses localitats com Ciudad Real, Toledo, Sogorb, Conca, Terol i Madrid. El 1925, va romandre adscrit a la comandància de Ciudad Real ja com a capità, esdevenint el comandant interí de Ciudad Real per malaltia d'aquest. Gràcies a tot plegat, esdevé acompanyant d'Alfons XIII a les seves caceres per la província.
Durant la Segona República, Bruno Ibáñez sol·licita passar a supernumerari de la Guàrdia Cívil durant els anys 1932 i 1933, dedicant-se possiblement a ser l'administrador dels béns del seu sogre. L'any 1933 torna al servei, i el 29 de maig del 1936 rep ordre del ministre de Governació per al seu trasllat forçós a la comandància de Còrdova.
Pel que sembla, el 18 de juliol de 1936 estava a l'Hotel de España y Francia, esperant el trasllat de tornada a Ciudad Real. Romangué a l'espera dels esdeveniments fins que acabà presentant-se a les autoritats per por de ser acusat. La seva actitud i comentaris causaren que un cambrer testimoni dels mateixos fos arrestat i executat quan s'inicià la etapa de terror.
Queipo de Llano l'anomenà nou cap de la comandància de Còrdova el 28 de julio, éssent Luis Zurdo el nou Cap d'Ordre Públic de la ciutat. I també l'anomenà com a mando accidental del 18º Terç a Bruno Ibáñez. El 22 de setembre de 1936 en Queipo de Llano també l'anomenà Cap d'Ordre públic, en substitució del Luís Zurdo. Posteriorment ascendí a Tinent Coronel de la Guardia Civil el 29 de enero de 1937, i Gobernador Civil de Còrdova fins al dissabte 27 de febrer de 1937. Durant aquesta època tingué lloc el Terror de Don Bruno.

## Terror de Don Bruno (setembre de 1936 - febrer de 1937)
A partir de les llistes presentades per terratinents i eclesiàstics, així com de delacions, s'arrestaven persones a l'engròs, i diàriament es produïen execucions al cementiri i a carreteres i camins, així com també als camps entre les oliveres. El panorama recorda als descrits a Els grans cementiris sota la lluna, del Georges Bernanos, referit a la Mallorca ocupada pels rebels.

El 27 de gener de 1937, el president de la Cambra Oficial de Comerç i Indústria de Còrdova, anomenat alcalde de la ciutat, José Castanys Jiménez, sol·licità a través d'una nota de premsa la col·laboració empresarial per a la delació d'obrers afins al Front Popular:
Complint ordres de l'excel·lentíssim Senyor General Cap de la Segona Divisió, transmeses a aquesta Cambra per ofici d'aquest Govern Civil de data 23 de l'actual, es requereix a tots els directors o gerents dels establiments fabrils o industrials de Còrdova i la seva província que en el termini més breu possible remetin a aquesta Cambra declaració jurada dels individus a les seves ordres que es van significar i cooperar en la política del Front Popular, els documents de la qual es traslladaran al Govern Civil en compliment d'aquesta ordre. Còrdova, 26 de gener de 1937.- El President, José Castanys
La repressió no es limità a les execucions, sinó que assolí altres àmbits. A finals de 1936 va afirmar que alliberaria Còrdova de «tot llibre perniciós per a una societat sana» i per això els ciutadans «haurien de lliurar les obres pornogràfiques, revolucionàries o antipatriòtiques». Amb els llibres aconseguits organitzà una foguera on cremaren uns 5.544 llibres de diferent tipus. Alhora, als cinemes imposà un programa de pel·lícules religioses i documentals nazis. Als membres de la burgesia coneguts per la seva militància republicana no els afusellà, però si els imposà multes elevades.
Però a més dels canals oficials, es deixà actuar la Falange com a paramilitars registrant cases i cortijos a la cerca de possibles sospitosos.
Segons algunes fonts, fou el responsable de la mort d'unes 2172 personas. Però com a responsable final, el resultat de tot plegat fou la mort de més d'onze mil persones segons altres fonts.